# Ortalis leucogastra
Az Ortalis leucogastra a madarak osztályának tyúkalakúak (Galliformes) rendjébe és a hokkófélék (Cracidae) családjába tartozó faj.

## Rendszerezése
A fajt John Gould angol ornitológus írta le 1843-ban, a Penelope nembe Penelope leucogastra néven.

## Előfordulása
Mexikó déli részén és Közép-Amerikában, Guatemala, Honduras, Nicaragua és Salvador területén honos. Természetes élőhelyei a szubtrópusi és trópusi mangroveerdők, mocsári erdők, lombhullató erdők és cserjések, valamint legelők és ültetvények. Állandó, nem vonuló faj.

## Megjelenése
Testhossza 43–50 centiméter, testtömege 439–560 gramm.

## Életmódja
Főleg bogyókkal és gyümölcsökkel táplálkozik.

## Természetvédelmi helyzete
Az elterjedési területe elég nagy, egyedszáma pedig stabil. A Természetvédelmi Világszövetség Vörös listáján nem fenyegetett fajként szerepel.